# 方廷鎮區 (北卡羅萊納州皮特縣)
方廷鎮區（英語：Fountain Township）是位於美國北卡羅萊納州皮特縣的一個鎮區。

## 地方資料
方廷鎮區的面積為68.89平方千米，皆為陸地。根據2020年美國人口普查的數據，當地共有人口2381人，而人口密度為每平方千米34.56人。